# Giv'at Sachnit
Giv'at Sachnit (hebrejsky: גבעת סחנית) je vrch o nadmořské výšce 321 metrů v severním Izraeli, v Dolní Galileji.
Nachází se na západním okraji města Sachnin. Má podobu návrší s plochým temenem, na němž se rozkládá průmyslová zóna Misgav. Svahy, které odtud klesají k úpatí vrchu, jsou zčásti zalesněné. Na východní straně míjí kopec vádí Nachal Sachnin, které pak míří k severu a uzavírá ze západu údolí Bik'at Sachnin. Na severozápadní straně pokračuje vyvýšený terén náhorní terasou, na níž stojí vesnice Juvalim.